# جون توماس (لاعب كرة قدم)
جون توماس (بالإنجليزية: John Thomas)‏ (5 أغسطس 1958 في المملكة المتحدة - ) هو لاعب كرة قدم بريطاني في مركز الهجوم. لعب مع بريستون نورث إيند وبولتون واندررز ونادي إيفرتون ونادي ترانمير روفرز لكرة القدم ونادي هارتلبول يونايتد ووست بروميتش ألبيون ونادي تشستر سيتي ونادي هاليفاكس تاون وBamber Bridge F.C. ‏ ولينكولن سيتي أف سي.

## وصلات خارجية
- جون توماس على موقع قاعدة بيانات كرة القدم.إي يو (الإنجليزية)
- جون توماس على موقع قاعدة بيانات كرة القدم.إي يو (الإنجليزية)
- جون توماس على موقع قاعدة بيانات كرة القدم.إي يو (الإنجليزية)